# ベルティー・アルブレヒト
ベルティー・アルブレヒト（Berty Albrecht、本名:Berthe, Pauline, Mariette Wild、1893年2月15日 - 1943年5月31日）は、フランスのレジスタンス活動家。アンリ・フルネの秘書。ジャン・ミュルトンに逮捕され、一度は脱出に成功する。1943年3月にマコンでゲシュタポに逮捕された。5月31日にフレンヌ刑務所で自殺をはかり、死亡した。